# Juan Manuel Bordeu

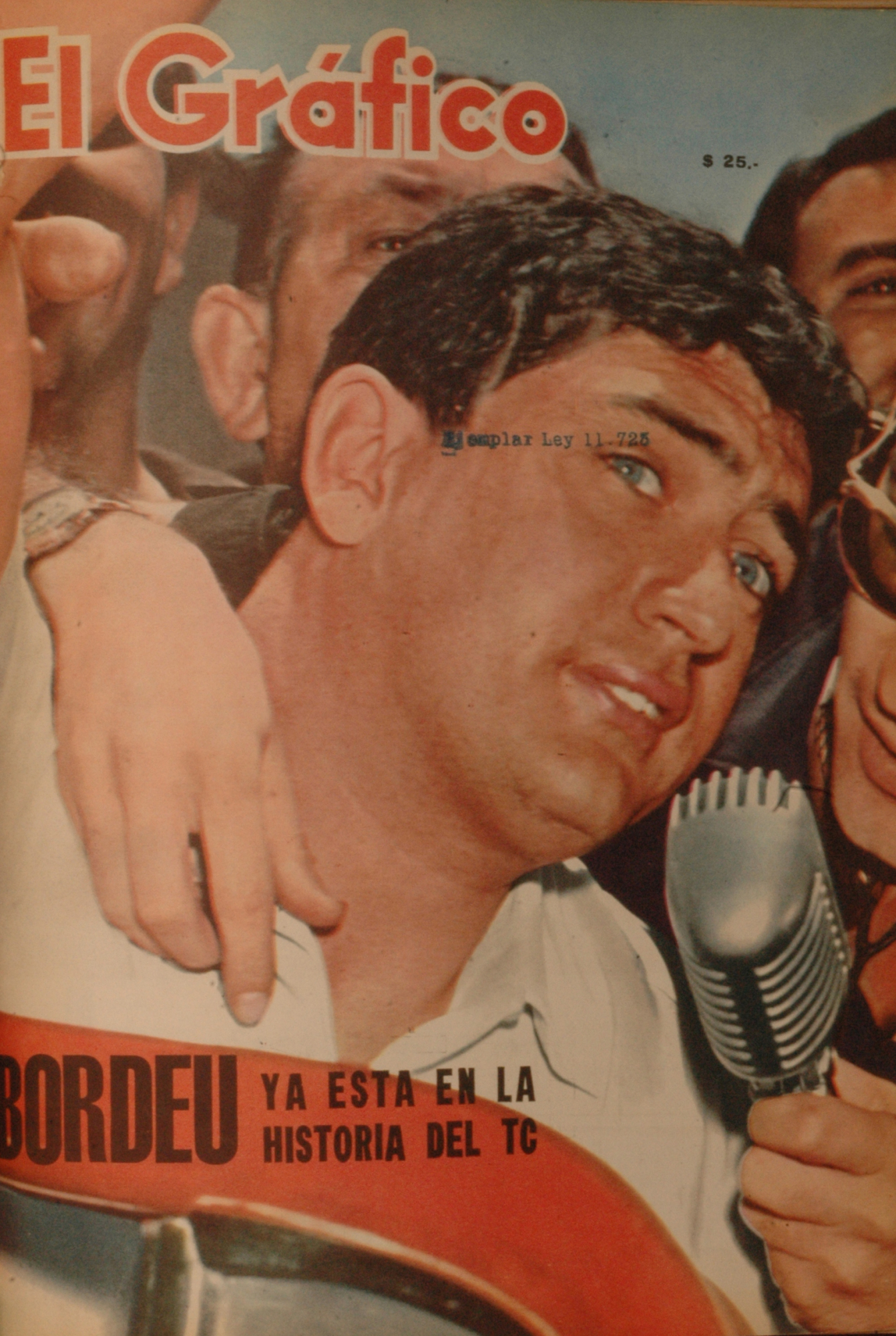
Juan Manuel Bordeu

Juan Manuel Bordeu (Balcarce, Buenos Aires, 28 januari 1934 – 24 november 1990) was een Formule 1-coureur uit Argentinië. Hij reed 1 race (de Grand Prix van Frankrijk van 1961); hij verscheen hier niet aan de start. Hij zou rijden voor het team UDT Laystall.  Hij was de echtgenoot van actrice Graciela Borges.